# Vorotan (rijeka)
Vorotan ili Bargjušad (azerski: Bazarçay, armenski: Որոտան, ruski: Воротан, Баргюшад) je rijeka koja teče kroz Armeniju i Azerbajdžan]. Duljina joj je 178 km, površina porječja 5.650 km², a ulijeva se u rijeku Hakari. Od 178 km toka, 119 teče kroz Armeniju a 59 kroz Azerbajdžan. Rijeka teče uglavnom kroz planinski kraj i na više mjesta kroz duboke kanjone. Najznačajnija mjesta na njoj su Kubatlji i Sisijan najvažniji su gradovi na njoj. Tijekom sovjetskog razdoblja izrađene su tri hidroelektrane koje se napajaju vodom iz Vorotana, i vrlo su važne za opskrbu Armenije električnom energijom.
S ciljem sprječavanja opadanja razine jezera Sevan, početkom osamdesetih godina prošlog stoljeća započeta je izgradnja 21,6 km dugog tunela kojim bi se voda iz rijeke transportirala k jezeru.
Međutim cijeli projekat je obustavljen 1988. zbog Rata u Gorskom Karabahu. Tunel je konačno završen 2003. ali i dalje nije u funkciji.

## Vanjske poveznice
|  | Zajednički poslužitelj ima još gradiva o temi Vorotan |